# Salem Al-Hajri
Salem al-Hajri (tiếng Ả Rập: سالم الهاجري; sinh ngày 10 tháng 4 năm 1996) là một cầu thủ bóng đá chuyên nghiệp người Qatar hiện thi đấu cho câu lạc bộ Al-Sadd và đội tuyển quốc gia Qatar.